# Leopold Atlas
Leopold Atlas (* 19. Oktober 1907 in New York City; † 30. September 1954 in Los Angeles, Kalifornien) war ein US-amerikanischer Dramatiker und Drehbuchautor.

## Leben
Atlas war als Dramatiker tätig. In den Jahren 1927 bis 1929 studierte er an der Yale University am Department of Drama. Im Jahr 1936 wurde ihm für 12 Monate ein Guggenheim-Stipendium zugesprochen. In den 1930er Jahren wurden zwei seiner Stücke am Broadway aufgeführt, Wednesday's Child wurde auch 1934 verfilmt. Ab Mitte des Jahrzehnts war Atlas auch als Drehbuchautor tätig, bis zu Beginn der 1950er Jahre war an als solcher an etwa 10 Produktionen beteiligt.
Atlas sagte 1953 vor dem Komitee für unamerikanische Umtriebe aus. Er war seit 1949 in den Fokus der Aufmerksamkeit geraten und erlitt wohl in diesem Zusammenhang mehrere Herzanfälle, die auch zu seinem Tod führten. Er nannte dem Komitee 37 Namen.
Für seine Arbeit an dem Film Schlachtgewitter am Monte Cassino wurden er und seine Kollegen Guy Endore und Philip Stevenson 1946 für den Oscar in der Kategorie Bestes adaptiertes Drehbuch nominiert.
Atlas war Vater einer Tochter.

## Filmografie (Auswahl)
- 1945: Schlachtgewitter am Monte Cassino (Story of G.I. Joe)
- 1948: Flucht ohne Ausweg (Raw Deal)